# Göteborški muzej
Göteborški muzej (švedsko Göteborgs stadsmuseum) je lokalni zgodovinski muzej v središču mesta Göteborg na zahodu Švedske. Domuje v Vzhodnoindijski hiši (švedsko Ostindiska huset), ki je bila prvotno zgrajena kot pisarna Švedske vzhodnoindijske družbe leta 1762. Mestni muzej je bil ustanovljen leta 1861.
Mestni muzej je kulturno-zgodovinski muzej. Prikazuje zgodovino Göteborga in zahodne Švedske, od vikinške dobe do danes. Na ogled je stalna razstava o Švedski vzhodnoindijski družbi.

## Zgodovina
Muzej je bil ustanovljen v Vzhodnoindijski hiši leta 1861. Po vzoru muzeja Victoria and Albert v Londonu je sprva obsegal naravoslovje, umetnost in knjige ter pokrival umetnost, znanost in industrijo. Njegovi ustanovitelji so bili Sven Adolf Hedlund, AF Ericsson, August Malm in Victor von Gegerfelt. Trgovec John West Wilson je plačal za četrto krilo, ki se je odprlo maja 1891 kmalu po njegovi smrti.
V času razstave v Göteborgu leta 1923 so bile mestne zbirke razdeljene na dva dela, umetnine so bile shranjene v Umetnostnem muzeju v Göteborgu, preostanek pa v Prirodoslovnem muzeju v Göteborgu.
V svoji sedanji obliki je bil muzej ustanovljen 1. julija 1993 z združitvijo Arheološkega muzeja v Göteborgu, Zgodovinskega muzeja v Göteborgu, Industrijskega muzeja v Göteborgu, Zbirk zgodovine Göteborške šole in nekoliko kasneje Muzeja zgodovine gledališča v Göteborgu. Nastal je mestni muzej z okoli milijonom predmetov in dvema milijonoma fotografij. V povezavi z združitvijo se je začela tudi večja prenova in rekonstrukcija Vzhodnoindijske hiše. Mestni muzej je bil ponovno odprt 1. julija 1996.
Arheološki muzej v Göteborgu in Zgodovinski muzej v Göteborgu sta imela prej svoje prostore v Vzhodnoindijski hiši. Etnografski muzej v Göteborgu je imel tudi enega, ki se je v povezavi z združitvijo preselil iz Vzhodnoindijske hiše in se naselil v starih prostorih Industrijskega muzeja v Göteborgu na Gårdi.
Mestni muzej v Göteborgu je leta 2014 prejel nagrado Muzej leta.

## Razstave
Muzej je predvsem zgodovinski muzej z lokalnim značajem, ki prikazuje zgodovino Göteborga in zahodne Švedske. Razstave so dveh vrst: osnovne razstave in začasne razstave. Začasne razstave so raznolike narave in so tako lastne produkcije kot zunanji izdelki, kot so potujoče razstave.

### Osnovne razstave
Osnovne razstave so del, ki se ukvarja s kulturno zgodovino Göteborga in zahodne Švedske.
- Spåren Talar (Antični časi)
- Vikingi - med Odinom in Kristusom (Železna doba/vikinška doba)
- Äskekärrskeppet
- Rojstvo Göteborga (Srednji vek/doba svobode)
- Göteborg v 18. stoletju
- Ljudje v gibanju (19. stoletje)
- Urbanum (Urbani razvoj)
- Värdefullt (Razstava leta 2016)
- Svet v malem (Signhild Häller)

## Druge dejavnosti
Enota za urbani razvoj zaposluje arheologe in gradbene antikvarje. Spremljajo starodavne ostanke in grajeno okolje. Oddelek je referenčni organ za vprašanja načrtovanja in gradnje.
Soba dejstev je arhiv in knjižnica, ki je odprta za javnost ob četrtkih.
Mestni muzej v Göteborgu upravlja tudi Lilla Änggården in Hem i Haga.
Programske dejavnosti muzeja poleg muzejskih učnih ur, kot so bogoslužne dejavnosti, organizirajo tudi seminarje o urbanem razvoju, zgodovinska predavanja, sprehode po mestu in posebne dejavnosti za otroke.
V povezavi z odprtjem razstave Mi smo Romi marca 2013 je bila izdana istoimenska knjiga fotografij in intervjujev. V knjigi približno trideset Romov govori o tem, kako je živeti kot Romi danes in koliko pomeni zgodovina.